# Saint-Victor-d'Épine
Saint-Victor-d'Épine es una localidad y comuna francesa situada en la región de Alta Normandía, departamento de Eure, en el distrito de Bernay y cantón de Brionne.

## Demografía
| 354 | 324 | 256 | 293 | 286 | 280 |
| Para los censos de 1962 a 1999 la población legal corresponde a la población sin duplicidades (Fuente: INSEE [Consultar]) |     |     |     |     |     |